# Рават (Кыргызстан)
Рават (кирг. Рават) — село в Баткенском районе Баткенской области Кыргызстана. Входит в состав айылного аймака Ак-Татыр.

## География
Село расположено в центральной части области, на расстоянии приблизительно 56 километров (по прямой) к юго-западу от города Баткена, административного центра области и района. Абсолютная высота — 1701 метр над уровнем моря.

## Население
Согласно оценочным данным Национального статистического комитета Кыргызской Республики, численность населения села на начало 2023 года составляла 2726 человек.
| год     | 2009 | 2014 | 2015 | 2020 | 2021 | 2023 |
| ------- | ---- | ---- | ---- | ---- | ---- | ---- |
| человек | 1993 | 2400 | 2370 | 2637 | 2658 | 2726 |